# 纳瓦罗斯村
纳瓦罗斯村，是西班牙阿拉贡自治区萨拉戈萨省的一个市镇。 总面积50平方公里，总人口139人（2001年），人口密度3人/平方公里。